# Cuminsäure
Cuminsäure (4-Isopropylbenzoesäure) leitet sich strukturell von Benzoesäure bzw. Cumol (Isopropylbenzol) ab und gehört zur Stoffgruppe der Terpenoide. Es leitet sich namentlich und strukturell vom Cuminaldehyd ab, dem biologisch aktiven Bestandteil des Kernöls von Kreuzkümmel (Cuminum cyminum). Durch Decarboxylierung entsteht aus Cuminsäure das Cumol.

Decarboxylierung von Cuminsäure zu Cumol